# 小可学妹
小可学妹（一般称小可，英语名：Kero）是来自中国大陆的一名虚拟主播，所属公司是VirtuaReal。以出色的高音域歌唱和主持见长。

## 人物简介
小可在2020年8月转型为Vtuber，在这之前她是一名电台区主播。在萌百等ACG网站还能看到其早期搞怪的设定，如身高2米，体重180kg，年龄80岁，自我介绍“擅长的事情是一个也没有”等。在当年年末通过与刘念合作的登乐V计划加入了现公司VirtuaReal，于2021年1月出道。应援色为#CA2C25。
由于是“大阳角”性格活泼洒动且擅长MC的原因，参与演出了哔哩哔哩拜年纪和B站的一系列公益活动。Bilibili虚拟区内部的小型活动，如每季度举办一次的“冰火歌会”、总奖金超过34万元人民币的“夜光杯”等，也由她担任主持。
小可的歌力基础扎实、音色较明亮，同时声线风格多变，以轻快的歌、温柔的歌、古风歌、小甜歌出彩。

### 人物关系
尽管2017年就开始了直播生涯，但是和彩虹社本社并没有什么联系，日语也是加入VirtuaReal Link以后苦练的罗马音战士。
和同为电台区转Vtuber的阿梓，笙歌自17年开始一直是老友；加入VR以后和七海、阿梓组成“小海梓”组合，也和七海关系友善，称她为“小阿海”。

## 参演

### 电视节目
- 2022年8月29日-10月10日，主持湖北卫视每周一晚9：20分播放的《必看时间》节目[10]共六期，节目时间长度每集约为15分钟，内容是在湖北电视台推广bilibili社区，介绍B站知识区的热门视频。
- 2022年9月，作为东方卫视的访谈节目《来点财经范儿》第29集节目嘉宾[11]。
- 2022年10月，和七海参加在南方科技大学举行的“青春补完计划”AR活动[12]。

### 展演
- 2021年4月25日-5月，参加2021花漾徐家汇X bilibili嬉游季主题活动[13][14]。
- 2021年11月，参加余姚阳明古镇的“次元妙乐季”文化活动，列席参加该活动的还有时任浙江省委宣传部副部长、省社科联主席盛世豪，余姚市委书记奚明等人[15]。
- 参加哔哩哔哩嘉年华（Bilibili Macro Link）活动：2020[16]-BW广州站、2021、2022（因疫情取消[17]）。
- 参演bilibili拜年祭：2021，出演小品《今晚吃啥》[3]，扮演“小可爱面馆”的老板娘；2022，演唱歌曲《新春小记》。

### 演唱会
- 2022年1月28日，参演北京奥林匹克文化节集光之夜演唱会[18]。
- VirtuaReal 夏日合唱演唱会：Promax（2021.8），Super（2022.9）。
- 参加VirtuaReal Mixup：VMM2（2022.1）[8]。

## 音乐作品
表中所列为2021年至今的原创曲目。2020年以前的作品，已经找不到作品完整留档，故不记录。
| 时间           | 歌名              | 作词                | 作曲                | 编曲             | 合唱者                                                                      | 备注                             |
| -------------- | ----------------- | ------------------- | ------------------- | ---------------- | --------------------------------------------------------------------------- | -------------------------------- |
| 2021年1月1日   | 梦创千章          | 举烛丶              | ORin-风琴之绫       | ORin-风琴之绫    |                                                                             |                                  |
| 2021年7月27日  | 吃掉吃掉！        | Diamond张卓、LemurF | Diamond张卓、LemurF | LemurF           |                                                                             |                                  |
| 2021年8月29日  | 星夜加冕          | 浓缩排骨            | Evalia              |                  | 阿梓从小就很可爱、茉里Mari、露露娜Ruruna、千春Chiharu、勺Shaun、星弥Hoshimi | 夏日合唱Promax（第二届）的曲目。 |
| 2022年1月31日  | 新春小记          | 瞳荧荧              | LS=_=               |                  | 阿梓从小就很可爱、早稻叽、绯赤艾莉欧                                        | 2022年哔哩哔哩拜年纪的单品曲目。 |
| 2022年2月11日  | 旧梦              | 果汁凉菜            | iKz-茶壶            | sabun.           | 艾因Eine                                                                    |                                  |
| 2022年2月16日  | 单箭头游戏        | 雨狸                | 豆腐P               | 豆腐P            | 言和                                                                        |                                  |
| 2022年2月19日  | 冬袄              | 因你而在的梦        | 因你而在的梦        | BECU BEATZ       |                                                                             | 由广东共青团策划的冬奥献礼歌曲。 |
| 2022年3月12日  | 流星              | 泡饭                |                     |                  | 七海Nana7mi、阿梓从小就很可爱                                               | “小海梓”组合的出道曲。           |
| 2022年3月24日  | 会有              | 因你而在的梦        | 因你而在的梦        | FRESH_ye、Lion_Z |                                                                             |                                  |
| 2022年4月6日   | 少女的隔离日记    | 小可                |                     | SOULFRESH BEATS  |                                                                             |                                  |
| 2022年7月15日  | 少年风华          | 星米                | DBRT、依溪禾        | DBRT             |                                                                             |                                  |
| 2022年8月28日  | 限定游戏          | 人形兎、果汁凉菜    | 人形兎              |                  | 七海Nana7mi、阿梓从小就很可爱                                               |                                  |
| 2022年12月8日  | 为爱冲锋-逃脱爱情 | 因你而在的梦        | 因你而在的梦        | Lisure、MORROW   |                                                                             |                                  |
| 2022年12月30日 | 不要揭开皮影的盒  | 因你而在的梦        | 因你而在的梦        | FRESH_ye         |                                                                             |                                  |